# 古尔代盖国际机场
古尔代盖国际机场（阿拉伯语：‎）是埃及旅游胜地古尔代盖的国际机场，是该国仅次于开罗国际机场和沙姆沙伊赫国际机场的第三繁忙的机场，跻身非洲十大最繁忙机场之列。